# Fadel Al-Najjar
Fadel Al-Najjar, né le 2 avril 1985, à Koweït, au Koweït, est un joueur jordanien de basket-ball. Il évolue au poste de meneur.

## Palmarès
- 3e du championnat d'Asie 2009